# Nestematele din Aptor
Nestematele din Aptor (în engleză: The Jewels of Aptor) este un roman științifico-fantastic din 1962 de Samuel R. Delany, primul său roman publicat. A apărut pentru prima dată  împreună cu Second Ending de James White în numărul F-173 al colecției Ace Double.
De la ediția din 1968, textul original al lui Delany a fost restaurat (nu revizuit), deoarece prima ediție a fost scurtată cu aproximativ cincisprezece pagini pentru publicarea în format Ace Double.

## Cadru
Marilyn Hacker, soția sa, a lucrat la Ace Books, pentru a-i face plăcere Delany  a scris acest roman care a fost acceptat și publicat.

## Prezentare
Într-un viitor post-atomic, când civilizația a regresat la ceva asemănător Evului Mediu sau mai rău, un tânăr student și poet, Geo, se angajează ca marinar pe o barcă. Călătorește cu un pasager ciudat, o preoteasă a zeiței Argo, care se îndreaptă spre un ținut misterios cu mutanți și radiații ridicate, denumit Aptor. Călătoria este probabil făcută pentru a recuceri o tânără preoteasă a lui Argo: fiica ei (sora ei mai mică în versiunea Ace Double), care a fost răpită de forțele malefice ale zeului Hama.

## Legături externe
- en  Istoria publicării lucrării The Jewels of Aptor la Internet Speculative Fiction Database
- The Jewels of Aptor la Proiectul Gutenberg (textul original Ace Double)
- The Jewels of Aptor carte audio din domeniul public la LibriVox

## Vezi și
- 1962 în științifico-fantastic